# Polylepis pacensis
Polylepis pacensis är en rosväxtart som beskrevs av M.Kessler och Schmidt-leb.. Polylepis pacensis ingår i släktet Polylepis och familjen rosväxter. Inga underarter finns listade i Catalogue of Life.